# Muntingia calabura
Muntingia calabura is de naam van een enigszins bekende soort struiken of bomen in Zuid-Amerika. De vrucht wordt gegeten.
Deze soort, de enige in het genus, heeft een bewogen taxonomische geschiedenis. Ze is wel ingedeeld in de familie Tiliaceae, in de familie Elaeocarpaceae, of ook wel in de familie Flacourtiaceae. Tegenwoordig wordt ze beschouwd te horen tot de familie Muntingiaceae, alhoewel er geen strikte overeenstemming is over het aantal soorten in deze familie. Deze familie kan bestaan óf alleen uit deze soort óf deze soort plus Dicraspidia donnell-smithii (zie herbarium exemplaar), óf uit die twee soorten plus Neotessmannia uniflora.